# Karl Sebastian Regli
Karl Sebastian Regli, Charles Regli, Sebastian Regli (ur. 18 lutego 1893 w Andermatt – zm. w listopadzie 1971 w Zug) – szwajcarski urzędnik konsularny.
Wstąpił do szwajcarskiej służby zagranicznej, w której pełnił funkcje, m.in.  - kierownika Konsulatu Szwajcarii w Gdańsku (1934-1939), konsula w Mannheim (1939-1943) i Baden-Baden (1943-1946), konsula w Konsulacie Generalnym w Monachium (1946), urzędnika Federalnego Departamentu Spraw Zagranicznych (1946-1947), konsula/kier. konsulatu/konsula/konsula gen. w Monachium (1947-1959).